# Phalaenopsis buyssoniana
Phalaenopsis buyssoniana (можливі українські назви: Фаленопсис Бюссо, або Фаленопсис бюссоніана) - моноподіальна трав'яниста рослина родини орхідні.
Вид не має усталеної української назви, в україномовних джерелах використовується наукова назва Phalaenopsis buyssoniana.

## Синонім
За даними Королівських ботанічних садів в К'ю :
- Doritis buyssoniana (Rchb.f.) JMHShaw, 2003

## Біологічний опис
На відміну від інших фаленопсис Phal. buyssoniana наземний вид.
Листя довгасто-еліптичне, сіро-зелене, поцятковане фіолетовими плямами. Нижня сторона листка- з бузковими штрихами і плямами. Завдовжки близько 25 см, шириною - до 9,5 см. Листи розташовуються парами, по загальному габітусу цей фаленопсис нагадує Ванду.
Квітконіс прямостоячий, багатоквітковий, у дорослих рослин гілкується, до 1 метра завдовжки.
Квіти мінливі за забарвленням, бліді, рожево-фіолетові з темнішою або жовто-помаранчевої губою. 
 Колонка рожева з білою плямою. У природі цвіте влітку. 

Phal. buyssoniana - тетраплоїда. Довгий час вважався тетраплоїдною формою Phalaenopsis pulcherrima. Згодом з'ясувалося, що справжні тетраплоїди Phalaenopsis pulcherrima добре відрізняються від Phal. buyssoniana. Після чого Phal. buyssoniana був виділений в самостійний вид .

## Ареал
Таїланд, В'єтнам. Рівнинні і передгірські вологі тропічні ліси.

## Історія
Названий на честь французького ботаніка графа Франсуа де Бюссо. Додаткова інформація див.:
Orchid Review N°152 august 1905. [Архівовано 20 жовтня 2008 у Wayback Machine.]

## У культурі
Температурна група - помірна, тепла .
Додаткова інформація про агротехніку у статті Фаленопсис.